# Абдувасіков Абдуманнаб
Абдуманнаб Абдувасіков (1948, тепер Узбекистан) — узбецький радянський державний діяч, секретар ЦК КП Узбекистану. Народний депутат Узбецької РСР 12-го скликання.

## Життєпис
Трудову діяльність розпочав у 1967 році розмітником Ташкентського авіаційного заводу імені Чкалова.
З 1973 до 1975 року служив у Радянській армії.
У 1975—1979 роках — студент Ташкентського політехнічного інституту, здобув спеціальність інженера-механіка.
Член КПРС.
У 1979—1980 роках — інженер-конструктор, начальник бюро цеху Ташкентського авіаційного заводу імені Чкалова.
У 1980—1985 роках — інструктор, завідувач сектору відділу важкої промисловості та машинобудування ЦК КП Узбекистану.
У 1985—1986 роках — завідувач відділу сільськогосподарського машинобудування ЦК КП Узбекистану.
У 1986 році закінчив Ташкентську вищу партійну школу.
У 1986 — березні 1991 року — 1-й секретар Алмалицького міського комітету КП Узбекистану Ташкентської області.
12 березня — вересень 1991 року — секретар ЦК КП Узбекистану.
Подальша доля невідома.